# José Moya Navarro
José Moya Navarro (Osuna, 1908 - Sevilla, 6 d'agost de 1936) va ser un sindicalista i polític socialista espanyol.
Des de la seva joventut va ser un actiu militant de la Unió General de Treballadors (UGT) i del Partit Socialista Obrer Espanyol en la seva localitat natal. Agricultor, després de dedicar el temps lliure a l'estudi, va aconseguir plaça per treballar als tramvies de Sevilla. A la capital sevillana va destacar per la seva defensa dels treballadors, arribant a ser secretari general de la Federació Provincial de Sevilla de la UGT. A les eleccions generals de 1936 va ser elegit diputat integrat en la candidatura del Front Popular.
Conegut el 17 de juliol de 1936 el cop d'estat que va donar lloc a la Guerra Civil, juntament amb els també diputats Manuel Barrios Jiménez, Víctor Adolfo Carretero Rodríguez i Alberto Fernández Ballesteros, va marxar de Madrid a Sevilla, on es va dirigir al Govern Civil i es va reunir amb els dirigents polítics sevillans a fi d'avaluar la situació. L'endemà va fer el mateix a la Casa del Pueblo de Sevilla. Davant l'amenaça que representava el triomf del cop d'estat a la província, es va refugiar a la casa del metge José Leal Calderi. El seu habitatge i les dels seus familiars van ser registrades intensament. En un dels registres van ser detingudes la seva esposa i la seva cunyada i, davant l'amenaça que fossin executades, es va lliurar el 29 de juliol. Va ingressar a la presó provincial i després va ser traslladat al cinema Jaúregui, d'on va ser tret en la matinada del 6 d'agost al costat d'un nombrós grup de presos. Va ser executat d'un sol tir en el clatell en la Gota de Leche aquest mateix dia.